# Episodi de I segreti di Sulphur Springs (seconda stagione)
La seconda stagione della serie televisiva I segreti di Sulphur Springs (Secrets of Sulphur Springs), composta da otto episodi, è stata trasmessa negli Stati Uniti su Disney Channel dal 14 gennaio al 25 febbraio 2022.
In Italia è stata distribuita interamente su Disney+ il 19 ottobre 2022.
| nº | Titolo originale        | Titolo italiano                    | Prima TV USA     | Pubblicazione Italia |
| -- | ----------------------- | ---------------------------------- | ---------------- | -------------------- |
| 1  | Only Time Will Tell     | Solo il tempo lo dirà              | 14 gennaio 2022  | 19 ottobre 2022      |
| 2  | No Time to Waste        | Non c'è tempo da perdere           | 14 gennaio 2022  | 19 ottobre 2022      |
| 3  | Time Out                | Tempo scaduto                      | 21 gennaio 2022  | 19 ottobre 2022      |
| 4  | Wrong Place, Wrong Time | Posto sbagliato, momento sbagliato | 28 gennaio 2022  | 19 ottobre 2022      |
| 5  | It's About Time         | Era ora                            | 4 febbraio 2022  | 19 ottobre 2022      |
| 6  | Crunch Time             | Tempo di crisi                     | 11 febbraio 2022 | 19 ottobre 2022      |
| 7  | Check-out Time          | È ora di tornare                   | 18 febbraio 2022 | 19 ottobre 2022      |
| 8  | Time Is Not On Our Side | Il tempo non è dalla nostra parte  | 25 febbraio 2022 | 19 ottobre 2022      |